# Chancro Duro
Chancro Duro es una banda de grindcore, formada en 1991 en Quito, Ecuador.

## Trayectoria
La agrupación fue conformada a inicios de 1991 por el baterista Patricio Badillo, el guitarrista Fabián Badillo, el bajista Diego Beltrán y el cantante Lenin Terán, en la ciudad de Quito. Posteriormente Patricio Badillo fue reemplazado por Jaime Cabrera. 
Tras varios conciertos, en 1994 publican su primer demotape autogestionado, titulado Somos unos mediocres buscando un camino fácil, al que siguió el casete Capítulos que se le olvidaron a Chancrantes, de 1997. Ese mismo año, la banda es invitada junto a los cuencanos Basca y los quiteños Total Death, Ente y Mortal Decisión a formar parte de Ecuador Subterráneo, primer disco compilatorio de bandas nacionales del género metal, producido por el sello local Subterra Records. En 1999 publican el álbum en vivo Chancro en Duro.
Tras un paréntesis de algunos años durante la primera década del siglo XXI, Chancro Duro regresa a los escenarios en el festival Quito Fest de 2010, donde compartió con bandas como Romasanta, Curare, Viuda Negra, Basca, los norteamericanos Carnifex y los brasileños Krisiun. La agrupación también participó del Festival Concha Acústica de la Villa Flora en 2013 y el festival local Rockmiñawi de 2016.
La banda fue incluida también en el disco compilatorio Antología del Rock Ecuatoriano Vol. 1, del proyecto «Antología Musical Ecuatoriana» del Ministerio de Cultura y Patrimonio.

## Alineación
- Patricio Badillo (batería)
- Lenin Terán (voz)
- Diego Beltrán (bajo)
- Fabián Badillo (guitarra)

## Discografía
- Somos unos mediocres buscando un camino fácil (demo, 1994)
- Capítulos que se le olvidaron a Chancrantes (1997)
- Chancro en Duro (1999)
- Chancro en Vivo (1999)
- Helegante (2013)